# شرکت قابلیت اطمینان الکتریکی آمریکای شمالی
شرکت قابلیت اطمینان الکتریکی آمریکای شمالی (NERC) یک شرکت غیرانتفاعی است که در آتلانتا، جورجیا مستقر است و در ۲۸ مارس ۲۰۰۶ به عنوان جانشین شورای قابلیت اطمینان الکتریکی آمریکای شمالی (همچنین به عنوان NERC شناخته می‌شود) تشکیل شد. NERC اصلی در ۱ ژوئن ۱۹۶۸ توسط صنعت تأسیسات برق به منظور ارتقای قابلیت اطمینان و کفایت انتقال قدرت ای در سیستم‌های برق آمریکای شمالی شکل گرفت. مأموریت NERC بیان می‌کند که «اطمینان از قابلیت اطمینان سیستم برق آمریکای شمالی» است.
NERC بر شش نهاد قابلیت اطمینان منطقه ای نظارت دارد و همه سیستم‌های برق به هم پیوسته کانادا و ایالات متحده و همچنین بخشی از ایالت باخا کالیفرنیا در مکزیک را در بر می‌گیرد.
مسئولیت‌های اصلی NERC شامل همکاری با همه ذینفعان برای توسعه استانداردهایی برای بهره‌برداری از سیستم قدرت، نظارت و اجرای انطباق با آن استانداردها، ارزیابی کفایت منابع، و ارائه منابع آموزشی و آموزشی به عنوان بخشی از یک برنامه اعتباربخشی است تا اطمینان حاصل شود که اپراتورهای سیستم قدرت واجد شرایط و مهارت خواهند بود. NERC همچنین علل اختلالات قابل توجه سیستم قدرت را بررسی و تجزیه و تحلیل می‌کند تا به جلوگیری از رویدادهای آینده کمک کند.
استانداردهای NERC برای تولید منابع مستلزم آن است که ظرفیت تولید کافی فراهم شود تا مشتریان کمتر از هر ده سال یک بار قطع شوند. این استانداردها فقط برای برخی از نهادهای منطقه ای اجباری است.

## ریشه‌ها
در ابتدا به عنوان یک سازمان داوطلبانه در سال ۱۹۶۸ توسط صنعت برق تشکیل شد و با نام شورای ملی قابلیت اطمینان برق، در سال ۱۹۸۱ به دلیل مشارکت کانادا و گستره وسیع‌تر ردپای NERC، نام آن به جای «National» به «آمریکای شمالی» تغییر یافت. . این نام در سال ۲۰۰۷ از "Council" به "Corporation" تغییر یافت.
در سال ۲۰۰۰، NERC مرکز به اشتراک گذاری و تجزیه و تحلیل اطلاعات بخش برق را تأسیس کرد که به صنعت پاسخ‌ها و هشدارهای به موقع در مورد تهدیدات سایبری و امنیت فیزیکی را ارائه می‌دهد که پتانسیل تأثیرگذاری بر سیستم برق عمده را دارند. ES-ISAC که در سال ۲۰۱۵ نام خود را به مرکز تجزیه و تحلیل و به اشتراک گذاری اطلاعات برق تغییر داد، اطلاعات به موقع را از طریق پورتال وب امن خود با صنعت به اشتراک می‌گذارد.
در آگوست ۲۰۰۳، آمریکای شمالی بدترین خاموشی خود را تا به امروز تجربه کرد، یعنی ۵۰ سالگی میلیون نفر در شمال شرقی و غرب میانه ایالات متحده و انتاریو، کانادا، قدرت خود را از دست دادند. برای بررسی علل خاموشی و ارائه توصیه‌هایی برای جلوگیری از خاموشی‌های آینده، یک کارگروه قطع برق سیستم برق ایالات متحده-کانادا تشکیل شد.
قانون سیاست انرژی ۲۰۰۵ (ایالات متحده) خواستار ایجاد یک سازمان قابلیت اطمینان الکتریکی (ERO) برای توسعه و اجرای انطباق با استانداردهای قابلیت اطمینان اجباری در ایالات متحده شد. این سازمان غیردولتی، «سازمان خود تنظیمی» با به رسمیت شناختن ماهیت به هم پیوسته و بین‌المللی شبکه برق حجیم ایجاد شد.
در آوریل ۲۰۰۶، NERC برای تعیین ERO توسط FERC در ژوئیه ۲۰۰۶ اعطا شد. NERC همچنین اولین مجموعه استانداردهای قابلیت اطمینان اجباری را در FERC ثبت کرد، و همچنین اطلاعات مشابهی را با مقامات استانی کانادا در آلبرتا، بریتیش کلمبیا، مانیتوبا، نیوبرانزویک، نوا اسکوشیا، انتاریو، کبک، ساسکاچوان و هیئت مدیره انرژی ملی کانادا ارسال کرد.

## دربارهٔ NERC

### مرکز به اشتراک گذاری و تجزیه و تحلیل اطلاعات برق
NERC همچنین مرکز به اشتراک گذاری و تجزیه و تحلیل اطلاعات برق (E-ISAC) را اداره می‌کند. E-ISAC خدمات امنیتی را به صاحبان و اپراتورهای سیستم‌های قدرت عمده در سراسر آمریکای شمالی ارائه می‌دهد. خدمات E-ISAC شامل اطلاعات ویژه تهدید امنیت فیزیکی و سایبری، دانش امنیت سایبری مناسب و همکاری امنیت فیزیکی است. E-ISAC، که NERC به درخواست وزارت انرژی ایالات متحده تأسیس کرد، با تیم آگاهی سیستم قدرت انبوه NERC در آتلانتا برای نظارت بر تهدیدهای سایبری و امنیت فیزیکی در زمان واقعی شبکه همکاری نزدیک دارد.
E-ISAC، از طریق قابلیت‌هایی از جمله برنامه به اشتراک‌گذاری اطلاعات ریسک امنیت سایبری (CRISP)، با صاحبان دارایی‌های حیاتی و اپراتورها برای تجزیه و تحلیل داده‌های امنیت فیزیکی و سایبری بلادرنگ برای الگوهای حوادث با پتانسیل تأثیرگذاری بر سیستم برق انبوه کار می‌کند. NERC دارای یک «دیوار آتش» است که E-ISAC و NERC را از انطباق و فعالیت‌های اجرایی جدا می‌کند. این جداسازی به جداسازی فیزیکی E-ISAC از بقیه NERC گسترش می‌یابد.

### ارتباطات و نهادهای منطقه ای

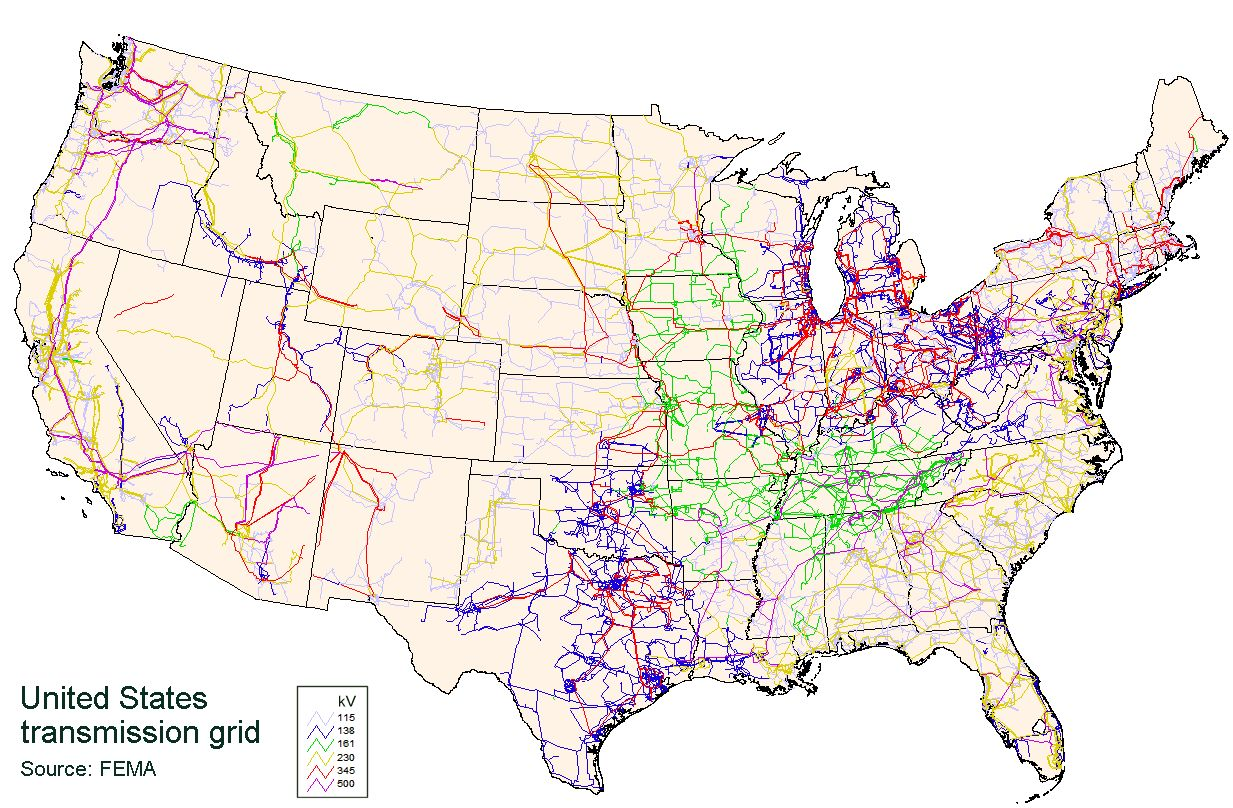
شبکه‌های الکتریکی ایالات متحده از 190,000 km تشکیل شده‌است. از خطوطی که توسط ۵۰۰ شرکت اداره می‌شود.

#### ارتباطات متقابل
- اتصال شرقی بیشتر شرق آمریکای شمالی را پوشش می‌دهد، از دشت‌های بزرگ تا ساحل اقیانوس اطلس، به استثنای بیشتر تگزاس. اتصال شرقی از طریق تأسیسات انتقال DC با ولتاژ بالا به اتصال داخلی غربی متصل می‌شود و همچنین با سیستم‌های غیر NERC در شمال کانادا ارتباط دارد.
- اتصال غربی بیشتر غرب آمریکای شمالی، از کوه‌های راکی تا سواحل اقیانوس آرام را پوشش می‌دهد. در شش نقطه به اتصال شرقی متصل است و همچنین با سیستم‌های غیر NERC در شمال کانادا و شمال غربی مکزیک ارتباط دارد.
- اتصال تگزاس بیشتر ایالت تگزاس را پوشش می‌دهد. در دو نقطه به اتصال شرقی متصل است و همچنین با سیستم‌های غیر NERC در مکزیک ارتباط دارد.
- اتصال بین کبک استان کبک را پوشش می‌دهد و به اتصال شرقی متصل است. حدود یک سوم برق نصب شده کانادا (42 GW از ۱۳۰) و حدود یک سوم تولید کانادا (184 TWh از ۵۶۷) در این اتصال است. علیرغم اینکه یک اتصال متقابل از نظر عملکردی مجزا است، اتصال کبک اغلب وجود دارد در نظر گرفته شده‌است بخشی از اتصال شرقی باشد.

#### نهادهای منطقه ای
- سازمان قابلیت اطمینان غرب میانه (MRO)
- شورای هماهنگی برق شمال شرق (NPCC)
- ReliabilityFirst (RF)
- SERC Reliability Corporation (SERC)
- نهاد قابلیت اطمینان تگزاس (تگزاس RE)
- شورای هماهنگی برق غرب (WECC)

### مرجع NERC
به عنوان بخشی از پیامدهای خاموشی شمال شرقی در سال ۲۰۰۳، قانون سیاست انرژی در سال ۲۰۰۵ به کمیسیون تنظیم مقررات انرژی فدرال (FERC) اجازه داد تا یک سازمان ملی قابلیت اطمینان برق (ERO) را تعیین کند. در ۲۰ جولای ۲۰۰۶، FERC دستوری صادر کرد که NERC را به عنوان ERO برای ایالات متحده تأیید می‌کرد.
در سپتامبر ۲۰۱۸، کمیسیون تنظیم مقررات انرژی فدرال (FERC) و NERC تحقیقات مشترکی را در مورد یک «رویداد بار زمستانی» در اوایل ژانویه آغاز کردند که بر شبکه‌های برق در غرب میانه تأکید داشت. در ۱۷ ژانویه، اپراتورهای شبکه مرکزی میدوست و جنوب ایالات متحده درخواست تجدید نظر اضطراری برای صرفه جویی در مصرف برق را صادر کردند. این به دلیل تقاضای بالای برق ناشی از هوای سرد بود.